# Shannon Tweed

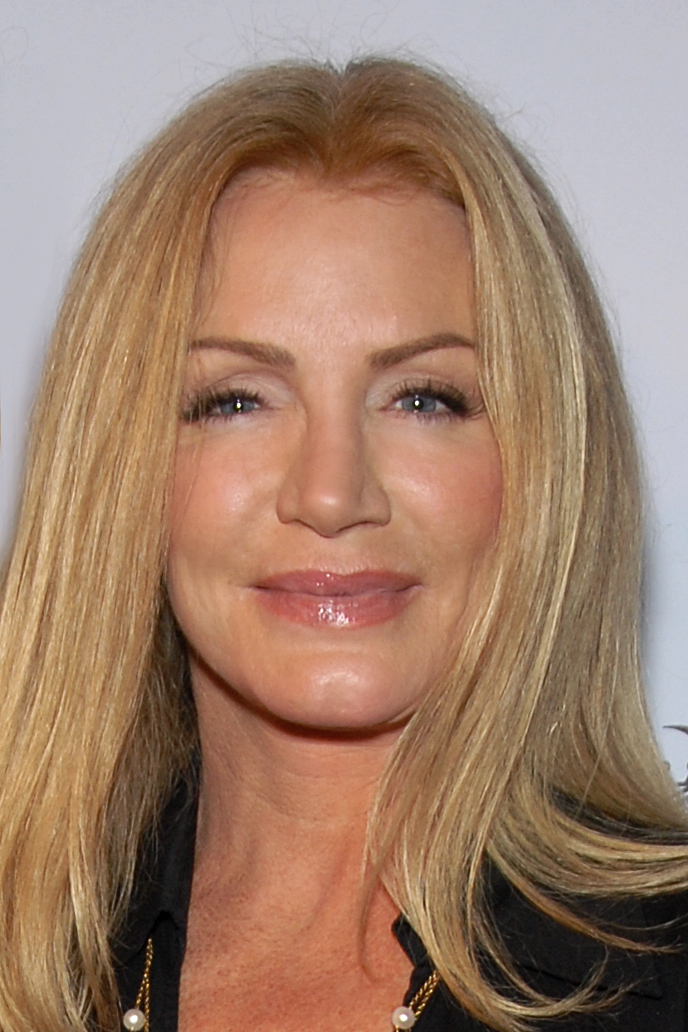
Shannon Tweed (2007)

Shannon Lee Tweed (* 10. März 1957 in St. John’s, Neufundland) ist eine kanadische Schauspielerin und Fotomodell.

## Leben
Tweed ist die Tochter eines Nerzfarmers und wuchs auf dessen Farm in Whitbourne, Neufundland mit sechs Geschwistern auf. Nach dem Besuch des Mount Royal Collegiate in Saskatoon, Saskatchewan, nahm sie bereits in jungen Jahren an Schönheitswettbewerben teil und wurde 1977 Miss Ottawa Valley und erreichte danach den vierten Platz im Bewerb zur Miss Canada.
Nachdem sie im November 1981 zum „Playmate des Monats“ und 1982 auch zum „Playmate des Jahres“ der Zeitschrift Playboy gekürt worden war, begann sie mit insgesamt 21 Auftritten in der Fernsehserie Falcon Crest ihre Schauspielkarriere. Insgesamt hat sie in über 100 Film- und Fernsehproduktionen, hauptsächlich im Low-Budget-Bereich, aber auch in zahlreichen Fernsehserien, darunter Frasier, Cagney & Lacey, L.A. Law – Staranwälte, Tricks, Prozesse, 21 Jump Street – Tatort Klassenzimmer, Baywatch – Die Rettungsschwimmer von Malibu und Eine schrecklich nette Familie mitgewirkt.
Sie ist seit 1986 die Lebensgefährtin von Kiss-Bassist Gene Simmons, mit dem sie zwei Kinder hat. Seit dem 1. Oktober 2011 ist sie mit ihm verheiratet. 2006 spielte sie in der von Simmons produzierten, 57-teiligen Familien-Dokusoap Gene Simmons Family Jewels mit, ebenso 1999 in dem von ihm produzierten Film Detroit Rock City.
Ihre jüngere Schwester, Tracy (* 10. Mai 1965), ist ebenfalls Schauspielerin. Sie spielten zusammen im Film Night Eyes 3 und erschienen gemeinsam auch in einigen Ausgaben des Playboy-Magazins.

## Filmografie (Auswahl)
- 1983: Unheimliche Begegnung (Of Unknown Origin)
- 1984: Hot Dog – Der Typ mit dem heißen Ski (Hot Dog... The Movie)
- 1984: The Surrogate
- 1985–1986: Zeit der Sehnsucht (Seifenoper)
- 1986: Ein Engel auf Erden (Highway to Heaven, Fernsehserie, Folge: Der glückliche Mark)
- 1986: Meatballs III: Summer Job
- 1989: Kannibalinnen im Avocado-Dschungel des Todes (Cannibal Women in the Avocado Jungle of Death)
- 1990: Heißkalte Nächte (In the Cold of the Night)
- 1991: Parker Lewis – Der Coole von der Schule (Parker Lewis Can’t Lose, Fernsehserie, Folge: The Undergraduate)
- 1991: Last Call
- 1992: The Naked Truth
- 1992: Night Eyes 2
- 1993: Cold Sweat
- 1993: Night Eyes 3
- 1993: Indecent Behavior
- 1994: No Contest
- 1994: Possessed by the Night
- 1994: Scorned
- 1994: Hard Vice
- 1994: Night Fire
- 1994: Indecent Behavior 2
- 1995: The Dark Dancer
- 1995: Victim of Desire
- 1995: Illicit Dreams
- 1995: Body Chemistry 4: Full Exposure
- 1995: Indecent Behavior 3
- 1995: Eine schrecklich nette Familie (Married… with Children, Fernsehserie, Folge 10x09: Scharf ist, was scharf macht)
- 1996: Stormy Nights
- 1996: Electra
- 1996: White Cargo
- 1997: Human Desires
- 1997: Bimbo Bash Movie
- 1997: Shadow Warriors – Rache um jeden Preis (Shadow Warriors: Assault On Devil’s Island, Fernsehfilm)
- 1998: Dead by Dawn
- 1998: Forbidden Sins
- 1998: Naked Lies
- 1998: Shadow Warriors II: Hunt for the Death Merchant
- 1999: Powerplay
- 1999: Detroit Rock City
- 2000: The Rowdy Girls
- 2001: Dead Sexy – Sexy, aber tot!
- 2001: Wish You Were Dead
- 2002: My Guide to Becoming a Rock Star (Fernsehserie, 11 Folgen)
- 2010: Taras Welten (United States of Tara, Fernsehserie, Folge: Dept. of F’d Up Family Services)
- 2012–2013: Republic of Doyle – Einsatz für zwei (Republic of Doyle, Fernsehserie, 2 Folgen)
- 2014: Seed (Fernsehserie, Folge: Mother Sucker)
- 2015: Sex, Marriage and Infidelity

## Fotos inPlayboy
- Playboy’s Women of Television 1984.
- Playboy’s Blondes, Brunettes & Redheads Juli 1985.
- Playboy’s Book of Lingerie Vol. 2, März 1987 – Cover.
- Playboy’s Wet & Wild Women Juli 1987 – S. 36.
- Playboy’s Women on the Move September 1988.
- Playboy’s Book of Lingerie Vol. 6, März 1989.
- Playboy’s Book of Lingerie Vol. 10, November 1989.
- Playboy’s Blondes, Brunettes, Redheads Februar 1990.
- Playboy’s Nudes Oktober 1990.
- Playboy’s Sisters März 1992 (mit Tracy Tweed).
- Playboy’s Blondes, Brunettes & Redheads August 1993.
- Playboy’s Beauty Queens August 1994.
- Playboy’s Wet & Wild Playmates September 1994 – S. 12–13.
- Playboy’s Nudes November 1994 (mit Tracy Tweed).
- Playboy’s Hot Denim Daze Mai 1995 – S 44 (mit Tracy Tweed).
- Playboy’s Nude Celebrities Juni 1995.
- Playboy’s Playmates in Bed Februar 1999 – S. 18–19.
- Playboy’s Celebrating Centerfolds Vol. 2, April 1999 – S. 18–19.
- Playboy’s Book of Lingerie Vol. 76, November 2000.